# Жилі дома кирпичного завода
Жилі дома кирпи́чного завода (рос. Жилые дома кирпичного завода) — присілок (колишнє селище) в Дебьоському районі Удмуртії, Росія.

## Населення
Населення — 102 особи (2010; 97 в 2002).
Національний склад станом на 2002 рік:
- удмурти — 54 %
- росіяни — 46 %

## Урбаноніми[3]
- вулиці — Заводська